# Spurstow
Spurstow – wieś w Anglii, w hrabstwie ceremonialnym Cheshire, w dystrykcie (unitary authority) Cheshire East. Leży 18 km na południowy wschód od miasta Chester i 248 km na północny zachód od Londynu. W 2001 miejscowość liczyła 394 mieszkańców.